# Petite Camargue Alsacienne
Die Petite Camargue Alsacienne ist ein Naturschutzgebiet in den Auenwäldern des Rheins im Sundgau, im südlichen Elsass, Frankreich, in der Nähe von Basel zwischen Bartenheim-la-Chaussée, Rosenau, Village-Neuf und Saint-Louis.

## Geschichte

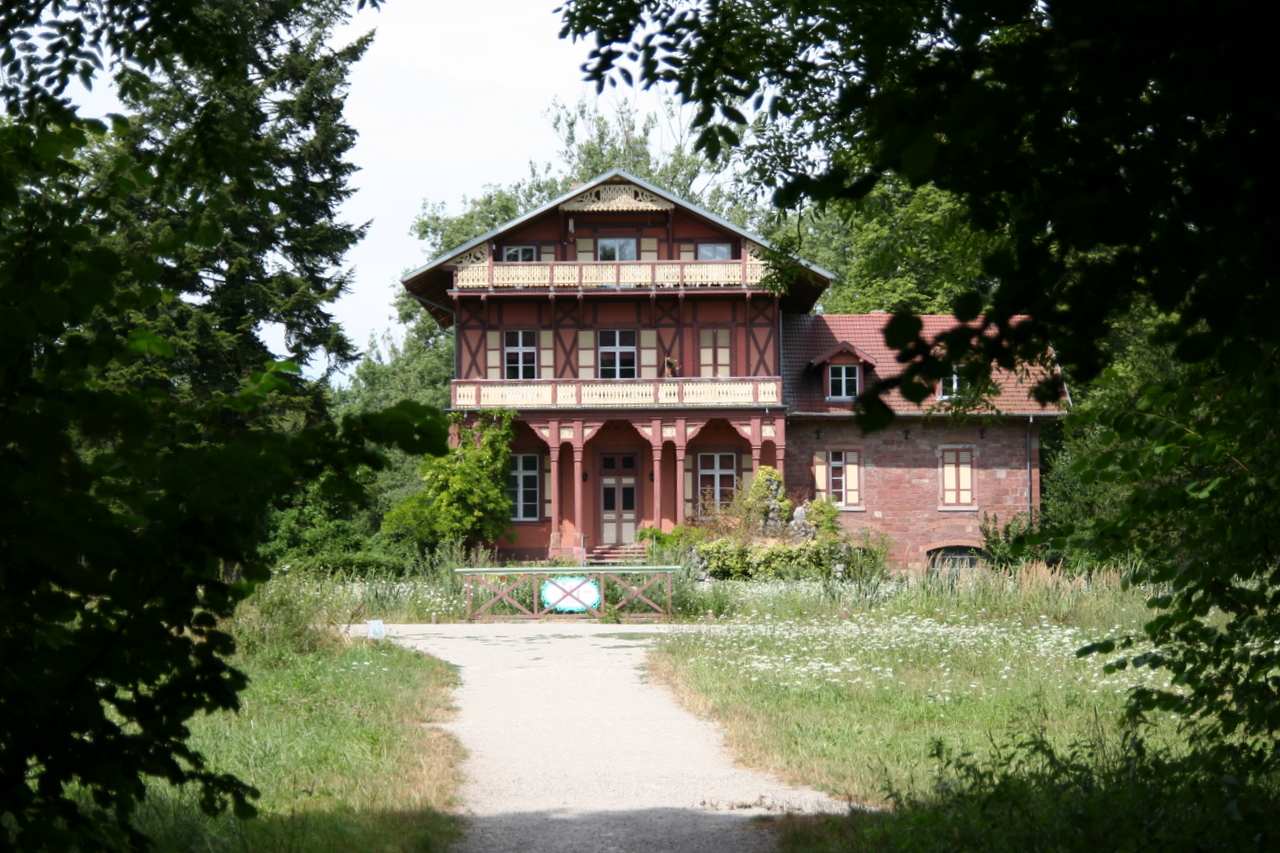
Hauptgebäude der Teichverwaltung

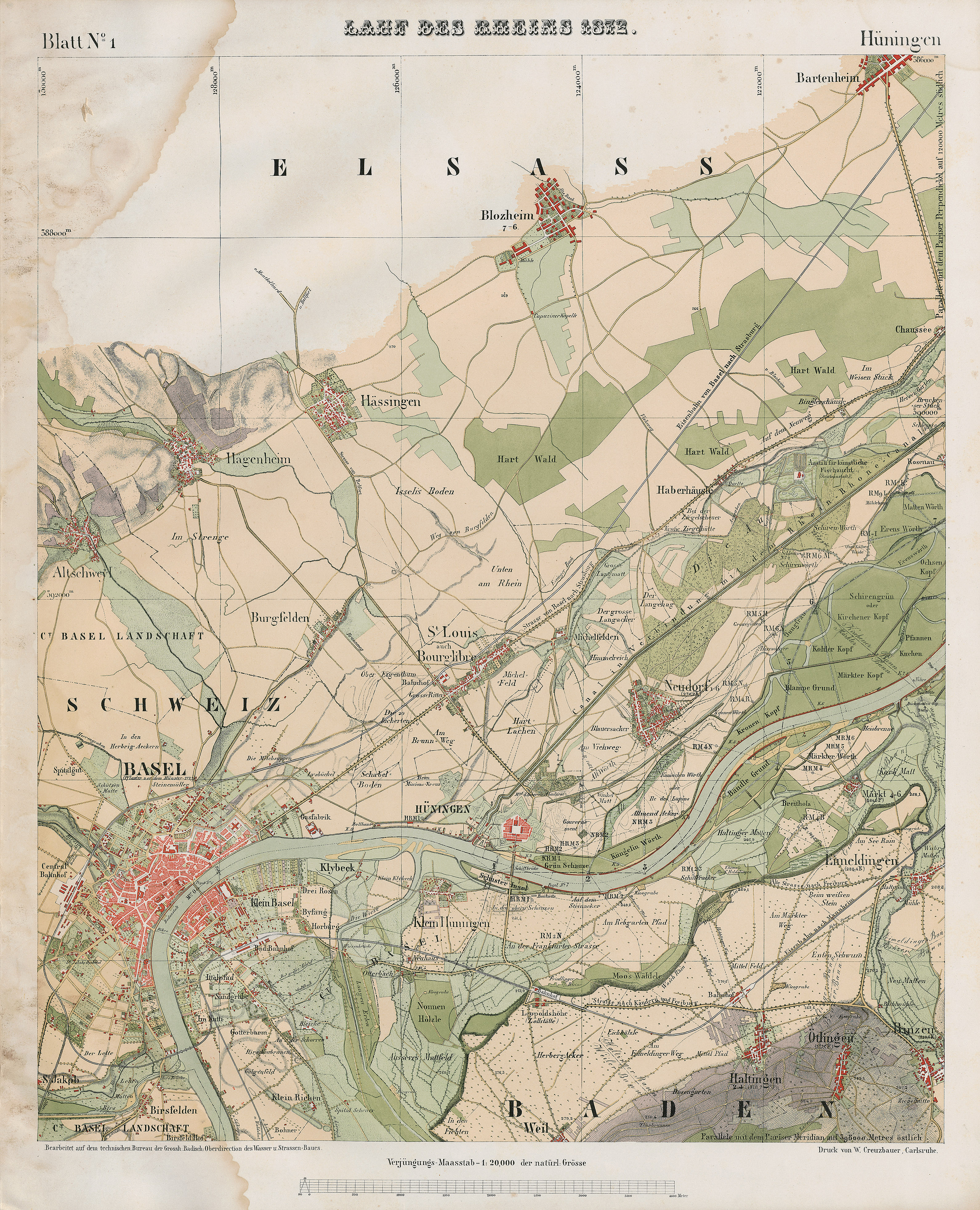
Auf Blatt 1 der Rheinstromkarte von 1872 ist die Anlage der Zuchtanstalt eingezeichnet.

1852 wurde die Kaiserliche Fischzucht von Hüningen im Elsass zur Aufzucht von Atlantiklachsen vom französischen Naturforscher Jean Victor Coste, der dank seiner guten Beziehungen zum Hofe von Napoleon III. die notwendigen Kredite aufbringen konnte, im ehemaligen Überschwemmungsgebiet des Rheins gegründet. Auf Anfrage lieferte sie unentgeltlich Lachslaich für die Aussetzung an Flussläufe in der ganzen Welt. Der Deutsch-Französische Krieg von 1870 bis 1871 führte zu einer einjährigen Unterbrechung des Betriebs und zur Übernahme der Fischzuchtanstalt durch die Reichskanzlei, die den ostpreußischen Volkswirt und Landwirtschaftslehrer Herrmann Haack zum Direktor ernannte. Unter seiner Leitung gab es einige bauliche Änderungen, und es wurden unterschiedliche amerikanische Fischarten – beispielsweise die heute noch sehr populäre Regenbogenforelle – eingeführt. Mit Haacks Pensionierung 1905 endete auch der staatliche Betrieb der Fischzucht, der Pachtvertrag wurde gekündigt und die Anlage mit 40 ha ging zurück in den Besitz der Gemeinde Blotzheim. Diese verpachtete die Fischzucht an den eingeheirateten Jean Pierre Jacquet, der daraus einen erfolgreichen kommerziellen Fischzuchtbetrieb machte. Nach seinem Tod 1936 führte sein Sohn Alfred Jacquet den Betrieb weiter. Mit der Einleitung von Abwässern der Kriegsindustrie in den Augraben ab 1942 begann der stetige Abstieg der Fischzucht. Auch die Abwässer von Saint-Louis schädigten die Forellenteiche, die mehrfach überschwemmt wurden. Durch Aufstauung des Rheins und besonders durch dessen Verschmutzung war es nicht mehr möglich, Lachse zu züchten – der letzte Lachs wurde 1953 zum Abstreifen in die Fischzucht gebracht. Erst die Umweltkatastrophe von Schweizerhalle am 1. November 1986 brachte ein Umdenken. Seit 2000 werden wieder Lachse im großen Stil gezüchtet.
Naturschützer erhielten 1973 das Nutzungsrecht für das Fischzuchtgebiet und retteten damit die einmalige Auenlandschaft.
1982 wurden das Moor und die Auenwälder als erstes Naturschutzgebiet des Elsass ausgewiesen. Das Gebiet zeichnet sich durch den Wechsel von Feucht- und Trockengebieten aus. 2006 wurde das Naturschutzgebiet auf 904 ha erweitert und unter ein neues Dekret des französischen Staates gestellt, das den Schutz, die Forschung und die landwirtschaftliche Nutzung im Schutzgebiet regelt. Durch Ausbaggern von Altarmen des Rheins und periodische Überschwemmungen gelang es, das Auengebiet wiederzubeleben.

## Fauna und Flora

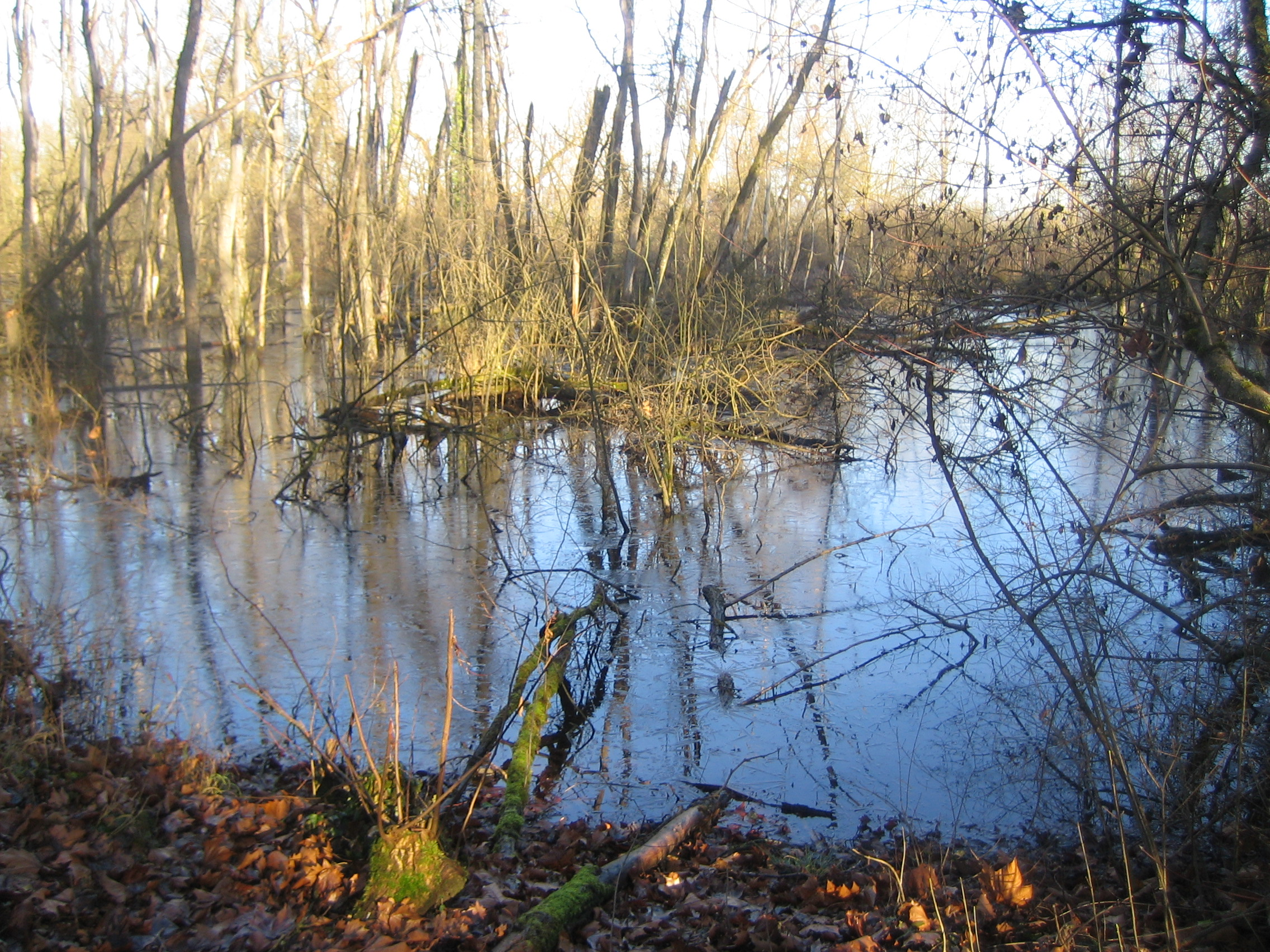
Petite Camargue Alsacienne im Winter

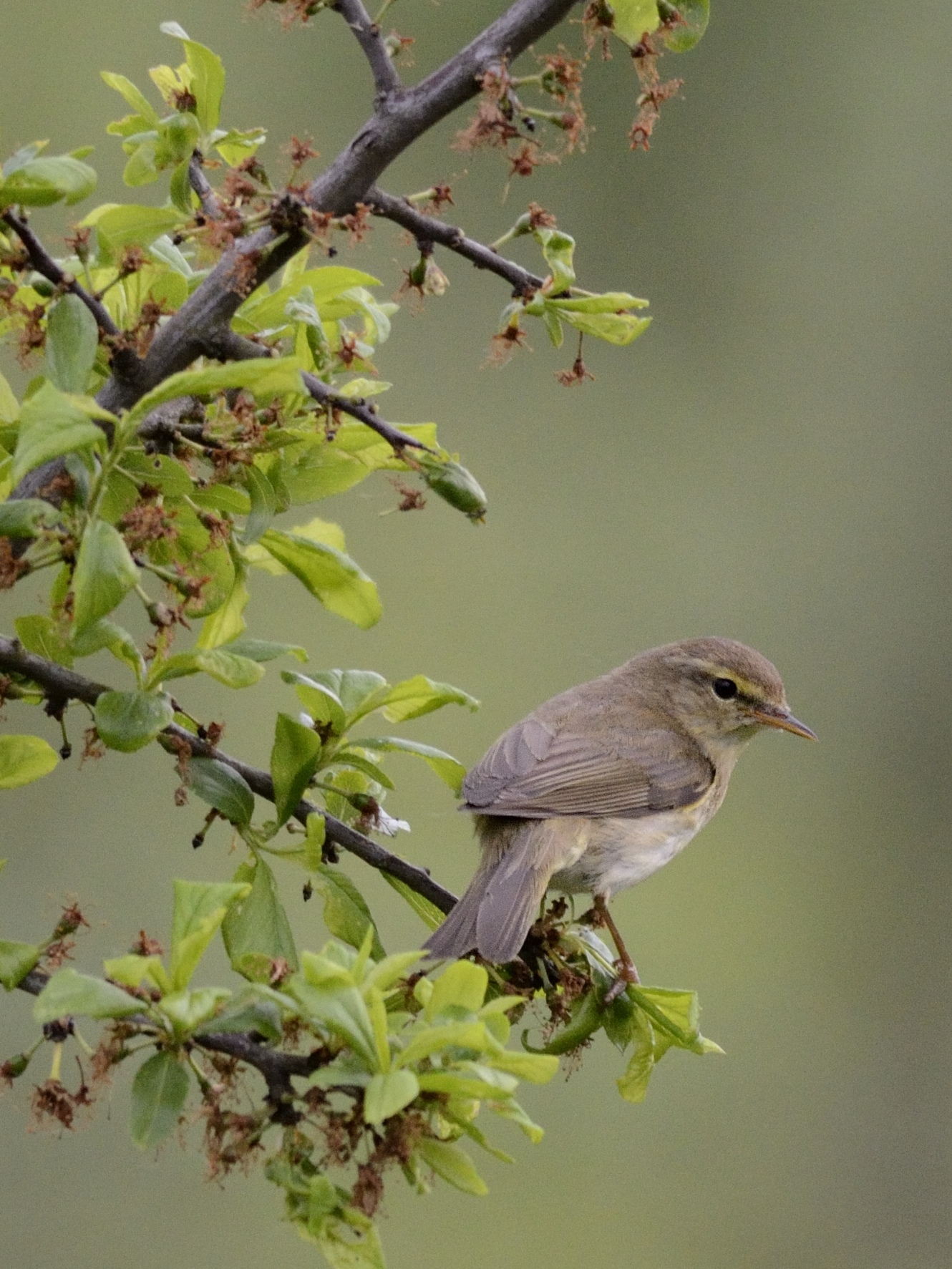
Der Zilpzalp singt aus so manchem Gebüsch heraus.

Zu den Insekten, die in der Petite Camargue Alsacienne anzutreffen sind, gehören 40 Libellenarten (u. a. Kleine Pechlibelle, Feuerlibelle und neu seit 2003 Helm-Azurjungfer) und 35 Geradflüglerarten (Orthoptere), dazu gehören die Heuschrecken, Grillen und Ohrwürmer. 40 Schmetterlingsarten, so zum Beispiel das Blutströpfchen oder Kronwicken-Dickkopffalter, leben hier. Nach einer Bestandsaufnahme der Käfer des Naturschutzgebiets wurden Arten von 160 Laufkäfern (Carabidae), 176 Kurzflügelkäfern (Staphylinidae) und 50 Rüsselkäfern (im weiteren Sinne Curculionoidea) nachgewiesen. Der hohe Wert der Petite Camargue Alsacienne als Naturschutzgebiet wird auch dadurch sichtbar, dass 35 % der hier nachgewiesenen Laufkäfer und 25 % der Rüsselkäfer auf Roten Listen aufgeführt sind.
Mindestens 237 Wirbeltierarten leben in und um das vernetzte Gewässersystem. Das sind insgesamt 12 Fischarten, 16 Amphibienarten (u. a. Kammmolch, Gelbbauchunke, Kreuzkröte, Laubfrosch) und 5 Reptilienarten (u. a. Ringelnatter, Zauneidechse, Mauereidechse). Speziellen Bekanntheitsgrad hat das Gebiet wegen seiner Nachtigallen. Von Mitte April bis Anfang Juni singen in der Nacht um die 50 Nachtigallen.  Insgesamt wurden 174 Vogelarten registriert, darunter 76 Brutvögel (u. a. Eisvogel, Schwarzmilan, Grauspecht, Mittelspecht, Zwergdommel). Vor allem hören kann man die Stimmen und Gesänge von Eisvogel, Graureiher, Wacholderdrossel, Zaunkönig und Zilpzalp. Kiebitz, Rohrweihe, Nachtigall, Laubfrosch und Gartenschläfer sind hier zu beobachten.
Unter den 30 Säugetierarten finden sich Hasel- und Zwergmaus, Dachs, Reh und Wildschweine. Mindestens fünf Fledermausarten finden in der Petite Camargue Alsacienne einen Lebensraum.
Seit 1990 grasen schottische Hochlandrinder auf den Riedwiesen als natürliche Rasenmäher. Zwei Jahre nach der Einführung der Schottischen Hochlandrinder in der Petite Camargue Alsacienne erhöhte sich die Anzahl der Blütenpflanzen von 42 auf 60 Arten. Neue Orchideenarten sind das Fleischfarbene Knabenkraut und das Helm-Knabenkraut. Insgesamt sind 15 Orchideen zu bewundern. Die Sibirische Schwertlilie, die Prachtnelke, die Berg-Aster und die Sumpf-Gladiole stehen in Frankreich unter nationalem Schutz. 35 Arten stehen unter regionalem Schutz, darunter der Sumpf-Stendelwurz, der Lachenals Wasser-Fenchel und die Gewöhnliche Pimpernuss. An den Gewässern wurden 28 angiosperme Wasserpflanzen und 7 Armleuchteralgen nachgewiesen. In der Petite Camargue häufig anzutreffen sind Berchtolds Zwerg-Laichkraut, Verkannter Wasserschlauch, Gewöhnliche Armleuchteralge und Zerbrechliche Armleuchteralge. Seltene und stark gefährdete Arten sind unter anderem der Kleine Wasserschlauch und das Große Nixenkraut.

## Biotoptypen
Die neun unterschiedlich feuchten Lebensraumtypen bilden die Grundlage für die Artenvielfalt des Gebietes. Die Petite Camargue Alsacienne ist ein Mosaik aus feuchten Niederungen, Schilfröhricht, Altrheinarmen, Feuchtwiesen, Trockenrasen, Mähwiesen, Auwäldern, Grundwasserquellen und intensiv genutzten Ackerbauflächen. Auf den verschiedenen Wegen und mithilfe zahlreicher Beobachtungspunkte und -hütten kann man diese einmalige Natur besichtigen.
Ausstellungen zur Geschichte des Rheins und der Lachszucht können besucht werden. Die 150 m² große Ausstellung «Mémoire de Saumon» zeigt sowohl historische Aspekte, als auch die heutige Funktionen der Fischzüchter und die Bedeutung der Lachszucht für den Rhein. «Mémoire du Rhin» zeigt auf 400 m² in den Gebäuden der kaiserlichen Fischzucht die Entwicklung der Petite Camargue zur vielfältigen Natur- und Kulturlandschaft.

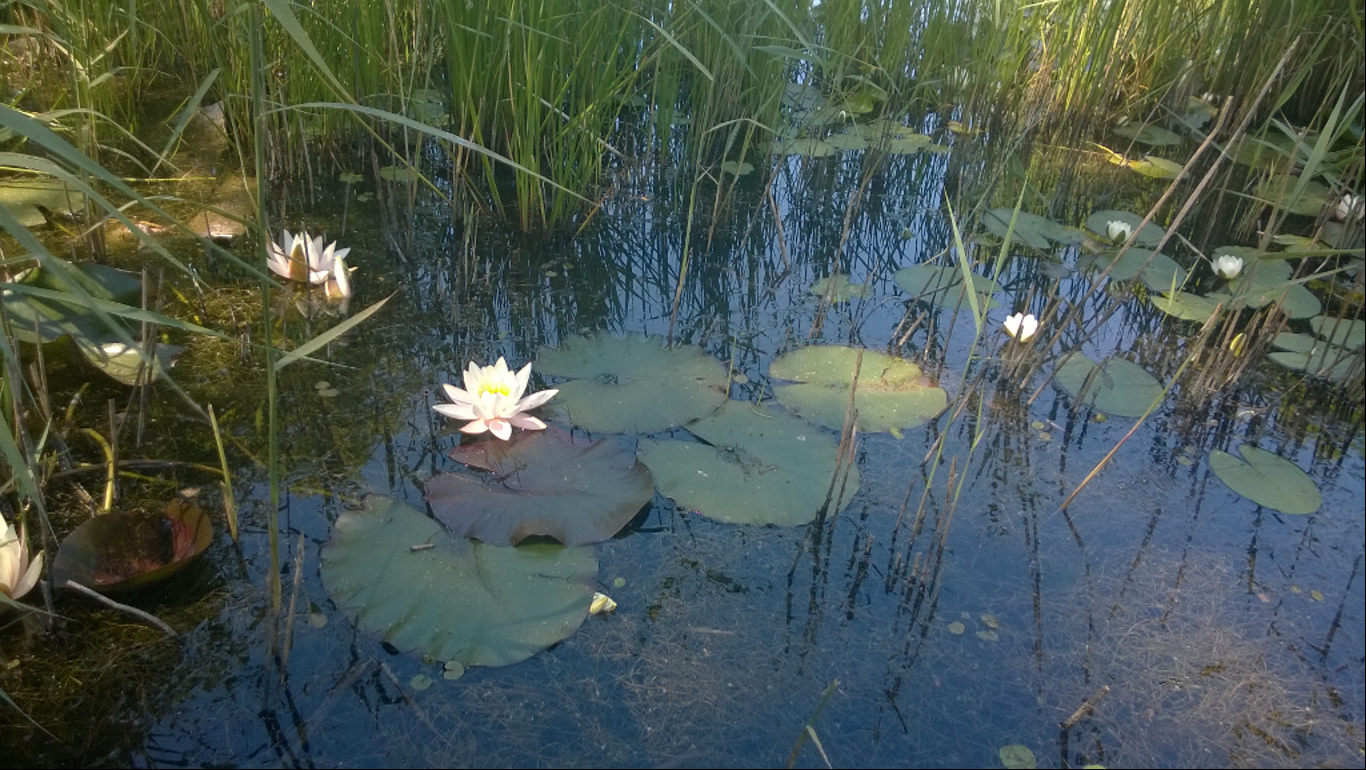
Blühende Weiße Seerose in einem der vielen Teiche.
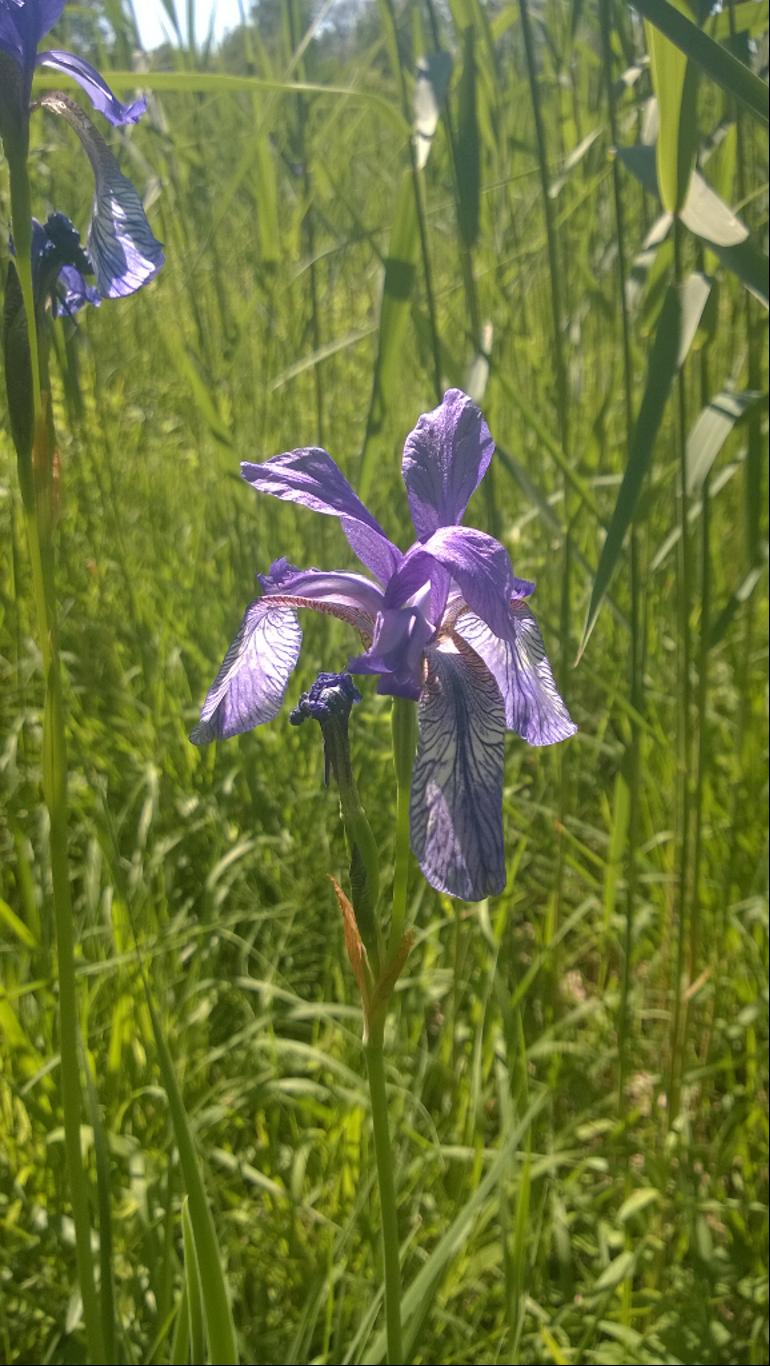
Die Sibirische Schwertlilie kommt in sumpfigen Auwiesen der Petite Camargue Alsacienne vor.